# DXTEEN
DXTEEN(디엑스틴)은 일본의 6인조음악 그룹이다. 2023년 싱글 [Brand New Day]로 데뷔했다.

## 공연
- KCON JAPAN 2023 (2023)
- 2023 드림콘서트 in JAPAN (2023)